# Герб Муствее
Герб Муствее (ест. Mustvee vapp) — один з офіційних символів міста Муствее в Естонії. Прийнятий 21 червня 1993 року.

## Опис
|  | Щит перетятий пониженою хвилястою лінією. На верхньому срібному полі чорний якір. На нижньому чорному полі золота риба повернута праворуч. |

## Символіка
Якір, риба і хвилі зображені на гербі вказують на давні заняття жителів Муствее — рибальство і пароплавство. Чоний колір означає назву міста, яке дослівно перекладається як Чорноводське.